# Adunați
Adunați è un comune della Romania di 2 190 abitanti, ubicato nel distretto di Prahova, nella regione storica della Muntenia. 
Il comune è formato dall'unione di 3 villaggi: Adunați, Ocina de Jos, Ocina de Sus.